# دروله پایین
درولهٔ پایین (به کردی: دڕۆڵەی خوارن) روستایی از دهستان کلاشی از توابع بخش کلاشی شهرستان جوانرود در استان کرمانشاه ایران است.